# Piotr Kardas
Piotr Kardas (ur. 18 lipca 1965 w Częstochowie) – polski prawnik, profesor nauk prawnych, specjalista z zakresu prawa karnego, adwokat, radca prawny, kierownik Zakładu Prawa Karnego Porównawczego na Wydziale Prawa i Administracji Uniwersytetu Jagiellońskiego

## Działalność naukowa oraz dydaktyczna
W 1990 ukończył studia prawnicze na Wydziale Prawa i Administracji Uniwersytetu Jagiellońskiego. Nieprzerwanie związany z Uniwersytetem Jagiellońskim, w którym przeszedł wszystkie etapy kariery akademickiej. Stopień naukowy doktora nauk prawnych uzyskał w 1996 na podstawie przygotowanej pod kierunkiem naukowym prof. dr. hab. Andrzeja Zolla rozprawy pt. „Przestępstwo ciągłe w prawie karnym materialnym. Zagadnienia konstrukcji modelowych na tle pojęcia czynu, zbiegu przepisów i zbiegu przestępstw”. Stopień doktora habilitowanego nauk prawnych ze specjalnością prawo karne uzyskał w 2001 roku na podstawie rozprawy pt. „Teoretyczne podstawy odpowiedzialności karnej za przestępne współdziałanie”, która została wyróżniona I nagrodą w Konkursie „Państwa i Prawa” na najlepsze rozprawy habilitacyjne w 2002. W 2014 uzyskał tytuł profesora nauk prawnych.
Stypendysta Fundacji Alexandra von Humboldta oraz Max-Planck-Gesellschaft. Przebywał na stażach i stypendiach naukowych w Uniwersytecie Johannesa Gutenberga w Moguncji (Niemcy), Uniwersytecie Friedricha Schillera w Jenie (Niemcy), Uniwersytecie w Dreźnie (Niemcy), Uniwersytecie Wiedeńskim (Austria), Instytucie Maxa Plancka Zagranicznego i Międzynarodowego Prawa Karnego we Fryburgu Bryzgowijskim (Niemcy).
Autor lub współautor ponad 250 publikacji naukowych (w języku polskim, niemieckim, angielskim, słowackim, rosyjskim i ukraińskim), w tym m.in. Komentarza do Kodeksu karnego z 1997 r., Komentarza do przepisów karnych Kodeksu spółek handlowych, Komentarza do Kodeksu karnego skarbowego, Komentarza do ustawy o ochronie obrotu gospodarczego, Systemu Prawa Karnego – T. 3, 4, 5 i 9, Systemu Prawa Karnego Procesowego, T. 1, a także szeregu artykułów naukowych publikowanych w kraju i za granicą dotyczących problematyki prawa karnego materialnego, konstytucyjnych podstaw odpowiedzialności karnej, teorii prawa, prawa karnego procesowego, organizacji wymiaru sprawiedliwości, problematyki harmonizacji i unifikacji prawa karnego w ramach struktur europejskich, prawa karnego międzynarodowego, prawa karnego skarbowego, etycznych standardów wykonywania zawodów prawniczych, zagadnień ustrojowych prokuratury i adwokatury.

## Działalność zawodowa
W latach 1990–1992 odbył aplikację sędziowską w Okręgu Sądu Wojewódzkiego w Krakowie zakończoną złożeniem egzaminu sędziowskiego.
W 1994 złożył egzamin radcowski i został wpisany na listę radców prawnych.
Od 2002 jest wpisany na listę adwokatów. W latach 1993–1998 był Członkiem Samorządowego Kolegium Odwoławczego w Krakowie. W 1994–1997 sekretarz Komisji ds. Reformy Prawa Karnego przy Ministrze Sprawiedliwości Rzeczypospolitej Polskiej. W latach 1994–1998 pełnił funkcję asystenta sędziego w Trybunale Konstytucyjnym w Warszawie.
W latach 1997–1998 był członkiem Zespołu powołanego przez Ministra Sprawiedliwości RP ds. szkoleń sędziów i prokuratorów w zakresie nowych Kodyfikacji Karnych. Współpracownik Komisji powołanej przez Ministra Sprawiedliwości RP przygotowującej projekt Nowelizacji Kodeksu Karnego z 1997 r. W latach 1999–2000 – ekspert Komisji Sejmowej ds. Zmian w Kodyfikacjach opiniujący przedkładane Sejmowi RP projekty nowelizacji Kodeksu karnego z 1997 r. W 2001 – ekspert Komisji ds. nowelizacji Kodeksów Karnych kierowanej przez prof. dr hab. A. Wąska, działającej przy Prezydencie RP.
W 2004 pełnił funkcję eksperta Komisji ds. nowelizacji Kodeksu Karnego Skarbowego Senatu Rzeczypospolitej Polskiej. Od 2005 r. jest arbitrem w Sądzie Arbitrażowym przy Krajowej Izbie Gospodarczej w Warszawie. W latach 2008–2012 był arbitrem w Trybunale Arbitrażowym ds. Sportu przy Polskim Komitecie Olimpijskim w Warszawie.
W 2017 został członkiem Społecznej Komisji Kodyfikacyjnej.

## Członkostwo w korporacjach zawodowych i naukowych
Członek Naczelnej Rady Adwokackiej, przewodniczący Komisji Legislacyjnej NRA, członek Rady Programowej Krajowej Szkoły Sądownictwa i Prokuratury, przewodniczący Zespołu ds. Opracowania Projektu Ustawy o Prokuraturze przy Prezydencie RP.
Członek Komisji Nauk Prawych Polskiej Akademii Umiejętności, członek Towarzystwa Naukowego Prawa Karnego, wiceprzewodniczący Prezydium Komitetu Redakcyjnego „Palestry”, członek Komitetu Nauk Prawnych Krakowskiego Oddziału PAN.

## Nagrody i wyróżnienia
W 2012 został wyróżniony w IV Edycji Konkursu Przeglądu Sądowego na książkę prawniczą najbardziej przydatną w praktyce stosowania prawa za monografię Zbieg przepisów ustawy w prawie karnym. Analiza teoretyczna (Warszawa 2011).
W 2013 otrzymał Złote Paragrafy. W 2013 został wyróżniony kategorią Profesjonalista przez miesięcznik Forbes.